# 猿石川
猿石川（日语：猿ヶ石川）为日本岩手县境内的一条河流。发源自远野市北部与花卷市交界处的药师岳，最后汇入北上川，全长73公里。在中游建有田濑大坝，形成有一座人工湖。

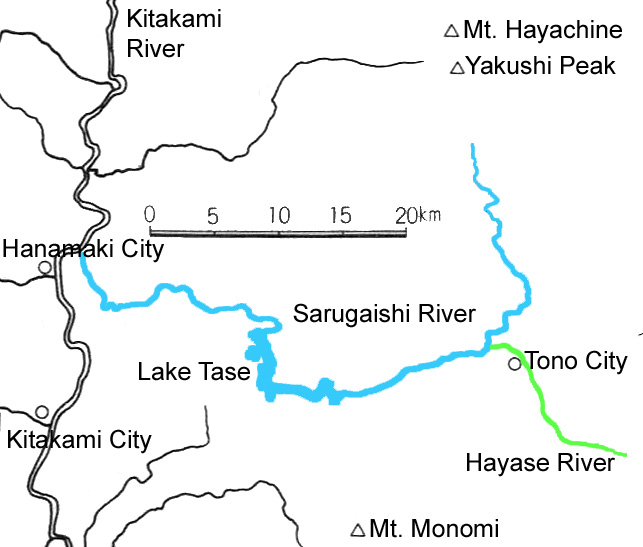
猿石川（蓝色）

## 流域自治體
岩手縣
遠野市、北上市

## 關連項目
- 沙流川